# Nissan Livina
La Nissan Livina est un monospace compact du constructeur automobile japonais Nissan produite depuis 2006 et destinée principalement au marché asiatique.

## Première génération (2006-2020)

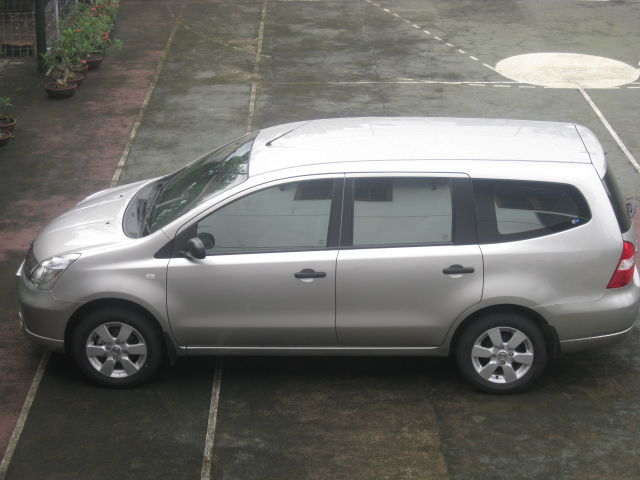
La version longue Livina Geniss

La première génération est une petite familiale, entre le break et le monospace, dont l'apparence est assez proche de celle de la première génération de Nissan Note. L'empattement est d'ailleurs commun. Les différences esthétiques sont toutefois nombreuses. La Livina est en outre plus longue et l'habitacle diffère totalement, jusqu'à la planche de bord, spécifique à chacun des deux modèles.
La Livina est d'abord sortie dans une version longue Livina Geniss fin 2006 (aussi appelée Grand Livina sur certains marchés), puis en version plus courte Livina en juin 2007. L'empattement de ces deux modèles est identique, c'est le porte-à-faux arrière qui est plus ou moins court permettant, sur les versions allongées, d'installer une troisième rangée de sièges, faisant passer le nombre de places à bord de cinq à sept.
Si la famille Livina a fait ses débuts en Chine, elle est aussi assemblée dans de nombreux autres pays (Indonésie, Taïwan, Malaisie, Philippines, Vietnam, Afrique du Sud et Brésil) et exportée sur de nombreux marchés notamment en en Asie du Sud, en Amérique latine et dans certains pays d'Afrique. Elle est en revanche inconnue au Japon, en Europe et aux États-Unis.
Une version d'apparence tout-chemin, mais restant une simple deux roues motrices, est également proposée sur certains marchés. Elle est appelée Livina X-Gear.
La famille Livina a reçu un important restylage en 2013. Sa production a continué jusqu'en 2018 en Chine, en 2019 en Indonésie et en 2020 à Taïwan.

## Deuxième génération (2019-)
Une deuxième génération de Livina est entré en production en février 2019 en Indonésie. Il ne s'agit plus d'un véhicule conçu par Nissan, mais d'une simple version rebadgée du Mitsubishi Xpander. Du fait de ses dimensions, elle ne remplace pas directement la version courte de la Livina, mais se positionne plutôt en successeur de la Grand Livina.

Contrairement à la première génération, cette deuxième mouture de Livina est dans un premier temps uniquement commercialisée sur le marché indonésien.